# Florence Gill
Florence Gill (Londra, 27 luglio 1877 – Woodland Hills, 19 febbraio 1965) è stata una doppiatrice britannica naturalizzata statunitense nota per la sua caratterizzazione dei Galliformi (tra i quali il personaggio di Chiquita) nei cortometraggi d'animazione della Walt Disney Productions tra il 1934 e il 1944. Ha inoltre recitato in alcuni film live action in ruoli marginali o da comparsa, e nel film Il drago riluttante appare nei panni di se stessa. Tra il 1941 e il 1942 ha fatto parte del cast del varietà radiofonico Uncle Walter's Doghouse.

## Filmografia

### Attrice
- Dora's Dunking Doughnuts, regia di Harry Edwards – cortometraggio (1933)
- Every Night at Eight, regia di Raoul Walsh (1935)
- Welcome Home, regia di James Tinling (1935)
- Here Comes the Band, regia di Paul Sloane (1935)
- Cuori incatenati (Way Down East), regia di Henry King (1935)
- Larceny on the Air, regia di Irving Pichel (1937)
- Mountain Music, regia di Robert Florey (1937)
- Ever Since Eve, regia di Lloyd Bacon (1937)
- She Had to Eat, regia di Malcolm St. Clair (1937)
- Mr. Dodd Takes the Air, regia di Alfred E. Green (1937)
- Il drago riluttante (The Reluctant Dragon), regia di AA. VV. (1941)
- Call Out the Marines, regia di William Hamilton e Frank Ryan (1942)
- Obliging Young Lady, regia di Richard Wallace (1942)
- Eagle Squadron, regia di Arthur Lubin (1942)
- Ho sposato una strega (I Married a Witch), regia di René Clair (1942)

### Doppiatrice
- I coniglietti buffi (Funny Little Bunnies), regia di Wilfred Jackson (1934)
- La gallinella saggia (The Wise Little Hen), regia di Wilfred Jackson (1934)
- Una serata di beneficenza (Orphan's Benefit), regia di Burt Gillett (1934)
- Topolino professore d'orchestra (Mickey's Grand Opera), regia di Wilfred Jackson (1936)
- Pluto fra i pulcini (Mother Pluto), regia di David Hand (1936)
- I tifosi di Topolino (Mickey's Amateurs), regia di Pinto Colvig, Erdman Penner e Walt Pfeiffer (1937)
- Self Control, regia di Jack King (1938)
- Caccia alla volpe (The Fox Hunt), regia di Ben Sharpsteen (1938)
- Il gallo della checca (Golden Eggs), regia di Wilfred Jackson (1938)
- I divi del varietà (Orphans' Benefit), regia di Riley Thomson (1941)
- La festa di compleanno di Topolino (Mickey's Birthday Party), regia di Riley Thomson (1942)
- Questione di psicologia (Chicken Little), regia di Clyde Geronimi (1943)
- Un condor per amico (Contrary Condor), regia di Jack King (1944)